# Флаг Посадаса
Флаг города Посадас — был принят 13 ноября 2014 года путём голосования, установленного Постановлением № 3071/12 городского совета. Впервые был официально поднят 28 июля 2015 года на официальном акте на площади Плазолета-дель-Мастиль, на пересечении проспектов Уругвая и Митре (в Посадасе).

## Значение
Красный цвет олицетворяет собой цвет земли провинции, а синий реку Парана. Логотип золотого цвета, окруженный кругом из лавровых листьев, символизирует природу и сельскохозяйственное производство города. В верхней части две сомкнутые руки символизирующие союз и встречу двух культур (коренных народов гуарани и иезуитов). В нижней части находится щит с якорем, означающий порт города. В центре круга, в его верхней части, иезуитское полусолнце, а в нижней части — шестерёнка. Внутри Солнца находится католический крест, который указывает на миссии иезуитов на землях индейцев гуарани.

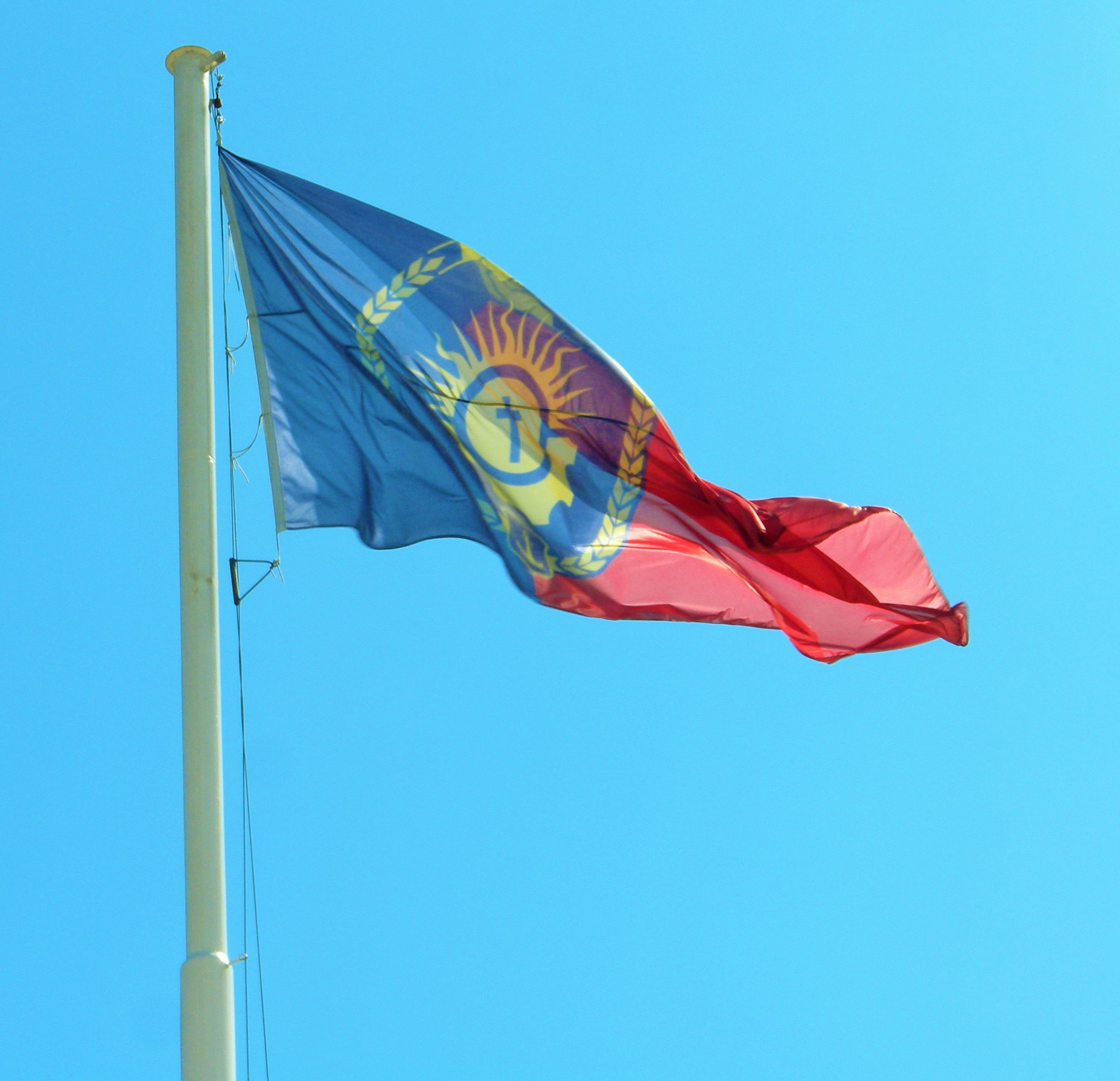
Флаг Посадаса на проспекте Плазолета-дель-Мастиль

## История
Впервые в 1990-х годах появились инициативы по созданию флага города. В 2010 году эта идея была подхвачена советниками Анной Марией Ирразабаль и Рикардо Сканата, одобрена Совещательным советом, но мэр наложил вето.
Так называемый «Общественный конкурс на создание официального флага города Посадас» был учреждён постановлением № 3071 от 16 августа 2012 года Почётного совещательного совета муниципалитета, включенным в Официальный муниципальный вестник, № 542/12, как проект советника Кристиана Умады и с намерением соблюдать статью 5 и седьмой раздел переходных положений местной Хартии.
Участвовало 19 258 избирателей, из которых первое место занял дизайн Джеммы Ротелы с 9581 голосов.

## Внешние ссылки
- Escrutinio definitivo de las actas de la votación posadeña establecida por la Ordenanza n.º 3071 para la bandera de Posadas.